# Takydromus hani
Takydromus hani – gatunek jaszczurki zamieszkujący tereny Laosu oraz Wietnamu. Gatunek ten preferuje lasy subtropikalne o umiarkowanej wysokości terenu (200–1450 m n.p.m.).